# Kristen Fløgstad
Kristen Fløgstad (ur. 11 kwietnia 1947 w Lunde) – norweski lekkoatleta, pochodzi z Søgne w Vest-Agder. Reprezentował barwy klubu Kristiansands IF.

## Osiągnięcia
- Mistrzostwo Norwegii w trójskoku (10x): 1968, 1970, 1971, 1973, 1974, 1975, 1976, 1979, 1980, 1982
- Mistrzostwo Norwegii skoku w dal (6x): 1967, 1968, 1973, 1975, 1976, 1977
- Halowe Mistrzostwo Norwegii w trójskoku (7x): 1968, 1970, 1971, 1972, 1973, 1975, 1980
- Halowe Mistrzostwo Norwegii skoku w dal (4x): 1968, 1973, 1975, 1976

- Tytuł King’s Cup

- 5. lokata podczas halowych mistrzostw Europy (trójskok, Rotterdam 1973)
- reprezentant kraju w mistrzostwach Europy oraz Pucharze Europy[1]

Jego najlepszym rezultatem w karierze w skoku w dal był 8,02 m w zawodach na stadionie Bislett 4 sierpnia 1973 roku. Do tej pory jest to rekord Norwegii, jest to najstarszy rekord tego kraju na stadionie (starszy jest halowy rekord w skoku w dal kobiet – 6,51 m Berit Berthelsen z 1967).
Wielokrotnie ustanawiał rekordy Norwegii w trójskoku aż do 16,44 m w 1972. Wynik ten poprawił dopiero w 1993 Ketill Hanstveit.
Fløgstad uczestniczył też w Igrzyskach Olimpijskich w 1972 roku, gdzie zajął ósmą pozycję w zawodach trójskoku.